# Ceraphron huggerti
Ceraphron huggerti är en stekelart som beskrevs av Paul Dessart 1981. Ceraphron huggerti ingår i släktet Ceraphron och familjen pysslingsteklar. Inga underarter finns listade i Catalogue of Life.